# Češinovo-Obleševo
Češinovo-Obleševo (en macédonien : Чешиново-Облешево ) est une commune de l'est de la Macédoine du Nord. Elle comptait 5 471 habitants en 2021 et s'étend sur 132,2 km2. Son chef-lieu est le village d'Obleševo. Elle est issue de la fusion, en 2003, des communes de Češinovo et d'Obleševo, considérées comme trop petites.
Son territoire est limitrophe de ceux des communes de Kočani, Zrnovci, Probištip et Karbinci. Elle est séparée entre plusieurs ensembles géographiques, le nord s'étend sur les contreforts méridionaux de la chaîne de l'Osogovo tandis que le sud se trouve sur le massif de la Plačkovica. Au centre de la commune se trouve la vallée de la Bregalnica, espace étroit qu'elle partage avec Kočani, la ville la plus proche, située à quelques kilomètres à l'est.

## Localités de la commune
En plus de son chef-lieu, Obleševo, la commune de Češinovo-Obleševo compte 13 localités :
- Banya
- Bouriltchevo
- Češinovo
- Vrbitsa
- Jigantsi
- Koutchitchino
- Lepopeltsi
- Novo Selani
- Sokolartsi
- Spantchevo
- Terantsi
- Oulartsi
- Tchiflik

## Démographie
Lors du recensement de 2002, la commune n'existait pas et était divisée entre celles de Češinovo et d'Obleševo. Elles comptaient ensemble :
- Macédoniens : 7 453 (99,54 %)
- Valaques : 28 (0,40 %)
- Serbes : 4 (0,05 %)
- Turcs : 3 (0,01 %)
- Autres : 2 (0,01 %)